# Antonio Gil Y'Barbo
Antonio Gil Ybarbo (Nuestra Señora del Pilar de los Adaes, Texas Española, Virreinato de Nueva España 1729– 1809, Rancho La Lucana, Texas Española, Virreinato de Nueva España, España) fue un comerciante español.
Contribuyó al establecimiento definitivo de Nacogdoches, Texas en 1779.

## Biografía
Nacido en la capital de la Tejas española (actualmente en Luisiana), fue hijo de los sevillanos Matheo Antonio y Barbo y Juana Luzgarda Hernández, perteneciendo su padre a la guarnición militar del presidio. Antonio formó parte también de la guarnición, al tiempo que realizaba una actividad ganadera en el Rancho Lobanillo, cerca de Lobanillo Creek (actual condado de Sabine, Texas). Contrajo matrimonio con María Padilla, su primera esposa. Además, participó en el comercio de contrabando, habitual en la zona fronteriza del Texas español con la próxima Natchitoches en la Luisiana francesa, como alternativa a la ruta comercial del Camino Real de Los Tejas.
Tras la obtención de la soberanía española de La Luisiana a consecuencia de la guerra de los Siete Años en 1763, el presidio perdió su importancia estratégica en detrimento de San Antonio, ordenándose el traslado de sus quinientos vecinos. Las misiones esta región también fueron reubicadas al oeste tras la inspección del marqués de Rubí. Antonio Gil realizó numerosas peticiones para que algunos vecinos pudieran regresar a Los Adaes. Ante el temor de que estableciera en Los Adaes un reducto de contrabandistas, el gobernador Hugo O'Conor Cunco y Fali desestimó las peticiones .
Gil y Barbo y el cacique Texito viajaron a la Ciudad de México para presentar una súplica personal al virrey Antonio María de Bucareli y Ursúa. Este accedió a autorizar un asentamiento cercano al rancho El Lobanillo, que finalmente no prosperó ante la rotunda negativa de O´Connor de permitir un foco de contrabando de armas entre españoles, vecinos franceses de La Luisiana española y los indios.
Para satisfacer a las partes, el virrey autorizó el asentamiento de Nuestra Señora del Pilar de Bucareli (1774) en el paso Tomás del río Trinity como lugar de tránsito entre San Antonio y Nachitoches y de vigilancia ante posibles intentos de invasión de Gran Bretaña desde la costa.En 1779 los vecinos la abandonaron con destino a Nacogdoches tras ser saqueada por comanches (1777) e inundada por el río Trinity (1778).
El gobernador de Texas permitió que se volviera a emplear las construcciones de la abandonada misión de Nuestra Señora de Guadalupe, siendo Antonio Gil y Barbo la máxima autoridad de esta nueva población, que servía como parada en el Camino Real de los Tejas.El asentamiento de Gil y Barbo dio lugar a la actual Nacogdoches, Texas. Obtuvo el respaldo para que trescientos cincuenta vecinos pudieran establecerse en Nacogdoches cuya principal actividad era el comercio de ganado, caballos, pieles y otras mercancías, en gran parte de contrabando. De 1788 data la Casa de Piedra, residencia de Gil y Barbo, construida al estilo de un fuerte de piedra.Su reforma de 1902 eliminó sus elementos característicos, por lo que en 1936 se construyó una réplica en el campus de la Universidad Stephen F. Austin, que actualmente aloja un museo.
Gil y Barbo murió en 1809 en su rancho La Lucana ubicado en Attoyac Bayou y probablemente fuera enterrado en el  en el Antiguo Cementerio Español, (actual ubicación del Palacio de Justicia del Condado de Nacogdoches).
El apellido Gil y Barbo ha evolucionado, observándose variantes como Y'Barbo, Ibarvo, Barbe, Ebarb, Barber y Barbo.
El viaje de 1779 fue un elemento importante en la decisión del Congreso de los Estados Unidos en 2004 de elevar la antigua carretera de San Antonio a la categoría de Sendero Histórico Nacional . Desde 1997, una estatua de Gil y Barbo recibe a los visitantes de la plaza de Nacogdoches diseñada por el comerciante pionero.